# Probolotettix
Probolotettix is een geslacht van rechtvleugeligen uit de familie doornsprinkhanen (Tetrigidae). De wetenschappelijke naam van dit geslacht is voor het eerst geldig gepubliceerd in 1939 door Günther.

## Soorten
Het geslacht Probolotettix omvat de volgende soorten:
- Probolotettix angulobus Hancock, 1907
- Probolotettix centrositettigoides Günther, 1939
- Probolotettix corticolus Blackith & Blackith, 1987
- Probolotettix exilis Blackith, 1990
- Probolotettix kevani Blackith & Blackith, 1987
- Probolotettix languidus Bolívar, 1887
- Probolotettix semperi Bolívar, 1887
- Probolotettix sundaicus Günther, 1939